# Haouzia
Haouzia (àrab حوزية, Ḥawziyya; en amazic ⵃⴰⵡⵣⵉⵢⴰ) és una comuna rural de la província d'El Jadida, a la regió de Casablanca-Settat, al Marroc. Segons el cens de 2014 tenia una població total de 28.821 persones.